# ŽNL Šibensko-kninska 2006./07.
Ovaj članak je podtema članka: 5. rang HNL-a 2006./07.

ŽNL Šibensko-kninska u sezoni 2006./07. je predstavljala jedinu županijsku ligu u Šibensko-kninskoj županiji, te ligu petog stupnja hrvatskog nogometnog prvenstva. 
 
Sudjelovalo je sedam klubova, a prvak je bila rezervna momčad kluba "Zagora" iz Unešića. 

## Sustav natjecanja
Sedam klubova je igralo trokružnu ligu (21 kolo, 18 utakmica po klubu). 

## Sudionici
- Janjevo – Kistanje
- Mihovil – Šibenik
- Mladost – Tribunj
- SOŠK – Skradin
- Vodice II  – Vodice
- Zagora II  – Unešić
- Zrinski Kijevo  – Kijevo

## Ljestvica
| Poz. | Momčad               | U  | P  | N | I  | G+ | G– | G+/– | Bod. | Nastavak natjecanja ili ispadanje |
| ---- | -------------------- | -- | -- | - | -- | -- | -- | ---- | ---- | --------------------------------- |
| 1.   | Zagora Unešić II (P) | 18 | 15 | 1 | 2  | 71 | 11 | +60  | 46   | Van konkurencije                  |
| 2.   | SOŠK Skradin         | 18 | 12 | 0 | 6  | 53 | 17 | +36  | 36   | 4. HNL – Jug B                    |
| 3.   | Zrinski Kijevo       | 18 | 11 | 3 | 4  | 43 | 32 | +11  | 36   |                                   |
| 4.   | Mladost Tribunj      | 18 | 9  | 0 | 9  | 35 | 39 | −4   | 27   |                                   |
| 5.   | Janjevo Kistanje     | 18 | 6  | 0 | 12 | 19 | 67 | −48  | 18   |                                   |
| 6.   | Mihovil              | 18 | 5  | 2 | 11 | 22 | 36 | −14  | 17   |                                   |
| 7.   | Vodice II            | 18 | 2  | 0 | 16 | 17 | 58 | −41  | 6    | Van konkurencije                  |

## Rezultatska križaljka
| kratica | klub             | JANJ | MIH | MLA | SOŠK | VOD | ZAG | ZRI |
| --- | ---------------- | ---- | --- | --- | ---- | --- | --- | --- |
| JANJ | Janjevo Kistanje |      |     |     |      |     |     |     |
| MIH | Mihovil Šibenik  |      |     |     |      |     |     |     |
| MLA | Mladost Tribunj  |      |     |     |      |     |     |     |
| SOŠK | SOŠK Skradin     |      |     |     |      |     |     |     |
| VOD | Vodice II        |      |     |     |      |     |     |     |
| ZAG | Zagora II Unešić |      |     |     |      |     |     |     |
| ZRI | Zrinski Kijevo   |      |     |     |      |     |     |     |
| |                  |      |     |     |      |     |     |     |
| podebljan rezultat - utakmice od 1. do 7. kola, te od 15. do 21. kola (1. i 3 utakmica između klubova) rezultat normalne debljine - utakmice od 8. do 14. kola (2. utakmica između klubova) rezultat nakošen - nije vidljiv redoslijed odigravanja međusobnih utakmica iz dostupnih izvora rezultat nakošen i smanjen * - iz dostupnih izvora nije uočljiv domaćin susreta prekrižen rezultat - poništena ili brisana utakmica p - utakmica prekinuta 3:0 p.f. / 0:3 p.f. - rezultat 3:0 bez borbe |                  |      |     |     |      |     |     |     |

 Izvori: 